# 魔土災炎
魔土 災炎（まど さいえん）は、藤子不二雄の藤本弘（のちの藤子・F・不二雄）が執筆した漫画に登場する架空の科学者。いくつかの短編と『パーマン』に登場する。

## 概要
「天才科学者」を自称する。風貌は典型的なマッドサイエンティストのものであり、登場作によって若干の差異はあるが、長く伸びた白髪と大きなかぎ鼻は共通のデザインである。目つきは悪く片目が前髪に隠れ、ほとんどの場合白衣をまとっている。化学・機械工学など幅広い分野で、現代科学で説明の付かない驚異的な発明をするが、完成品に何らかの欠陥があったり、もしくは運用に問題があり、多くの場合発明の依頼者や災炎自身に損害をもたらす。

## 登場作
これら各作品における登場は、同一人物としてのものか、スター・システムによる別人としての登場であるかは不明である。

### 換身
初出は1972年に発表された短編「換身」であり、ここでは暴力団の依頼で、2人の人物の身体を入れ替える薬を作製する。この薬は使用してから1日間はちょっとしたショックで頻繁に入れ替わりが発生してしまう不安定なものであった。薬の効果を見届けたあと、口封じに射殺される。過去に学会から異端・ペテン師と言われてきたと語る。

### 倍速
続いて登場するのが1982年の短編「倍速」であるが、ここでは壊れて動かない「倍速時計」を主人公に手渡す場面のみの登場である。倍速時計は使用者が周囲の何倍もの早さで活動できるという道具であるが、偶然できた発明であり災炎自身にも原理が分からず修復できずにいた。ここでは「狂気の天才・町の発明家」と名乗っている。この「倍速度計」をとり出す1コマのみ、災炎の手がドラえもんの形で描かれており、これを見たチーフアシスタントが「こんな悪戯をしたのは誰だ」と問いただしたところ、藤子F本人が恐る恐る手をあげたというエピソードがある。

### パーマン
漫画『パーマン』には、1983年から連載された新原作版で準レギュラーとして登場する。全悪連（全日本悪者連合）の理事長・ドン石川の依頼でパーマンを排除するための数々の発明を生み出した。同作では災炎が自身の学歴を語るシーンがあり、ハーバード大学を優秀な成績で中退、ソルボンヌ大学を「早退」したと述べている。なお同作と同時期に展開した1983年のテレビ朝日版アニメには登場していない。
2003年のアニメ映画『Pa-Pa-Pa ザ★ムービー パーマン』では、巨大ロボット「パパンダー」を作りパーマンに戦いを挑んでいる。ここでは「何でも1番が好き」という性格が付加されており、それを理由にパーマン1号を付け狙った。声優は池田秀一。